# Guillem Vives Torrent
Guillem Vives Torrent   (Barcelona, 16 de juny de 1993) és un jugador professional de bàsquet català. Fa 1,92 metres i juga en la posició de base.
Es va format a les categories inferiors de la UE Claret, i l'any 2004 s'incorpora al Joventut. La temporada 2012-13 debuta a l'ACB amb la Penya, i la temporada següent, la 2013-14, passa a formar part del primer equip del Joventut. En acabar aquella temporada 2013-14, després de ser nomenat millor jugador jove i de ser inclòs per l'ACB al Cinc jove de la temporada, fitxa pel València Basket.
Després de set temporades a València, l'estiu de 2021 torna al Joventut de Badalona.